# Héliodore chassé du temple
Héliodore chassé du temple est une fresque (environ 500 × 750 cm) du peintre italien de la Renaissance, Raphaël et de ses assistants. Elle a été réalisée entre 1511 et 1512 et se trouve dans la Chambre d'Héliodore, une des Chambres de Raphaël au palais apostolique du Vatican à qui la fresque donne son nom.

## Histoire

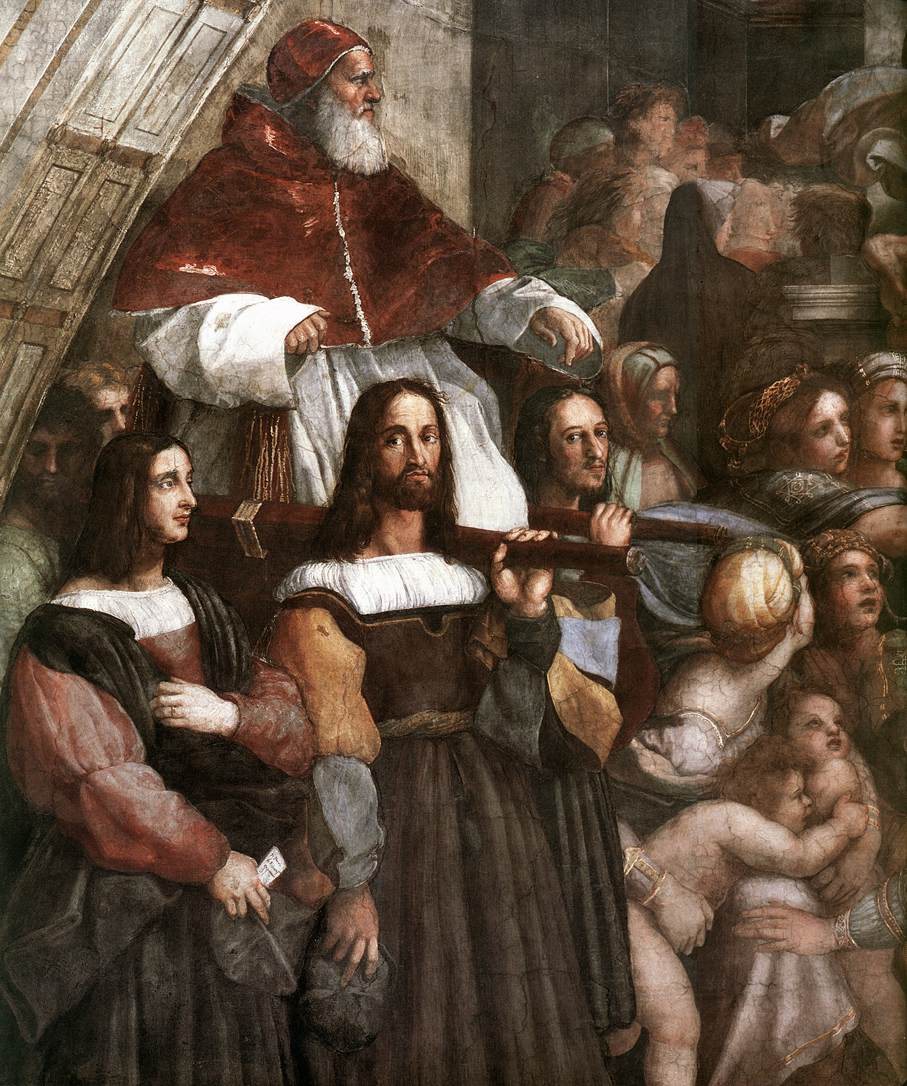
Détail, Jules II sur la sedia gestatoria.

Le pape Jules II est le commanditaire de l’œuvre qui fait référence à un épisode de l'Ancien Testament tiré du deuxième Livre des Macchabées (3, 21-28).
Les premiers dessins pour les fresques de la salle appelée plus tard Chambre d'Héliodore, à partir du sujet de cette fresque, sont réalisés par Raphaël dès l'été 1511, lorsque les travaux dans la Chambre de la Signature ne sont pas encore terminés. Le choix des sujets, liés à des interventions miraculeuses en vue de sauvegarder l'Église, est suggéré par le pontife, et reflète le moment qui est difficile après les défaites contre les Français, qui ont conduit à la perte de Bologne, et du fait des menaces continues des armées étrangères dans la péninsule. Le pape, qui rentre à Rome en juin 1511, a juré de ne plus se raser la barbe jusqu'à ce qu'il libère l'Italie des étrangers : dans toutes les scènes, il apparaît barbu.
La fresque révèle une évolution stylistique de la manière de Raphaël, de plus en plus influencé par Michel-Ange, et l'utilisation d'une lumière et d'une couleur de plus en plus fortes et expressives, inspirées des coloristes vénitiens présents à Rome  comme Sebastiano del Piombo et Lorenzo Lotto. À cet égard, on note comment le pape sur la sedia gestatoria, à gauche, a des couleurs plus chaudes et plus denses, preuve qu'il a été ajouté à la suite de l'évolution de la situation politique de 1512, lorsque le renversement des alliances a apporté un moment de triomphe au pontife, qui a donc voulu se faire représenter d'une manière plus évidente dans les fresques.
De nombreux dégâts ont été causés, semble-t-il, lors du Sac de Rome en 1527 : les soldats lansquenets, qui ont campé dans ces chambres, ont allumé le feu dans la cheminée sous la scène d'Héliodore. De mauvaises restaurations ont peut-être été effectuées par Carlo Maratta et d'autres. Cavalcaselle a été le premier à s'attaquer à la question de l'aide, assignant le côté droit à Jules Romain et les femmes de gauche à Giovanni da Udine. En général, au moins le côté droit avec le cortège papal, est considéré de la main de Raphaël avec certitude. 
Un carton préparatoire est conservé au musée du Louvre. Quelques études, dont une de figures féminines, est au Ashmolean Museum d'Oxford. Une deuxième version exécutée a tempera, vraisemblablement un projet préparatoire, se trouve à Civitavecchia au Palazzo Manzi.

## Description et style

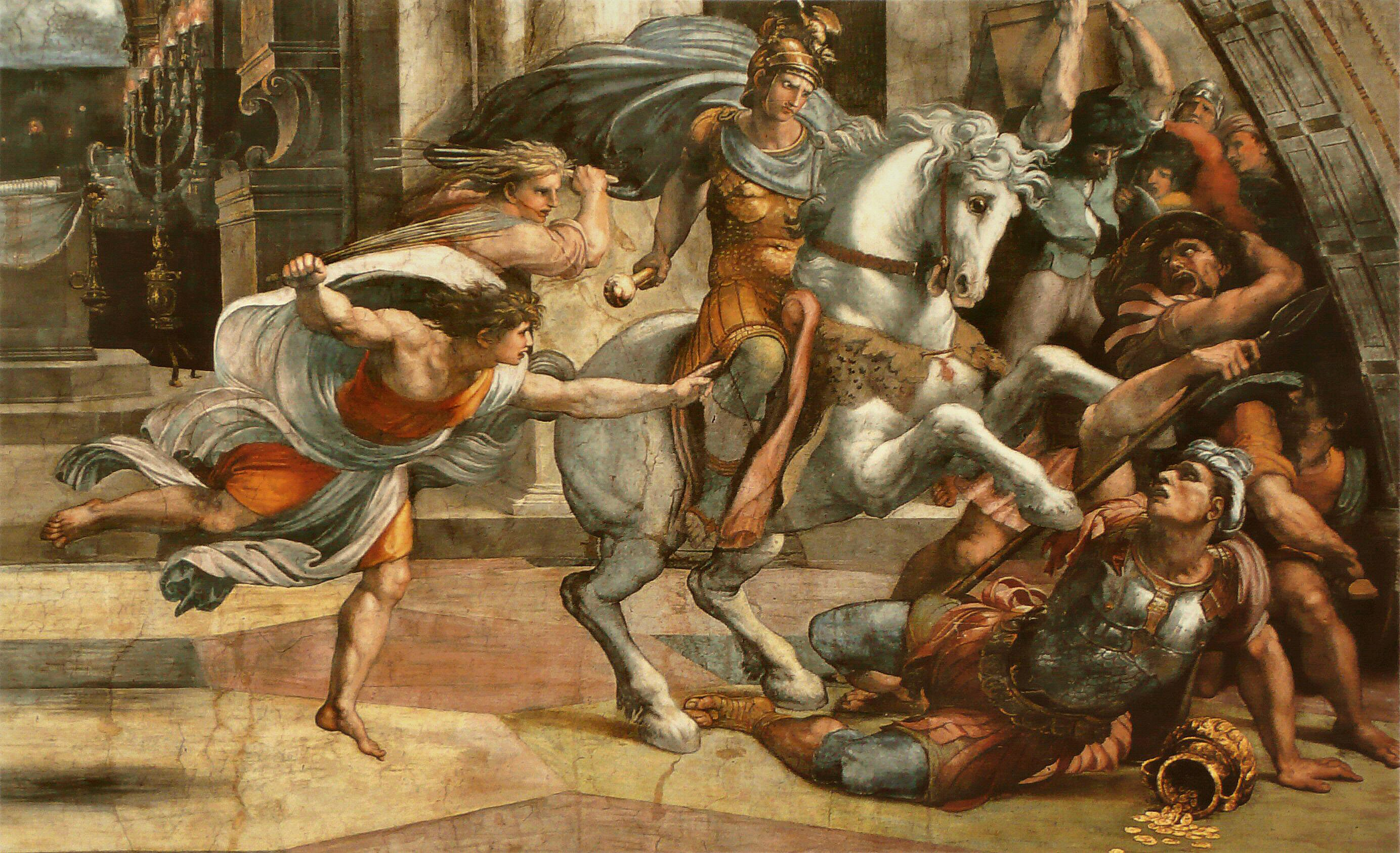
Détail.

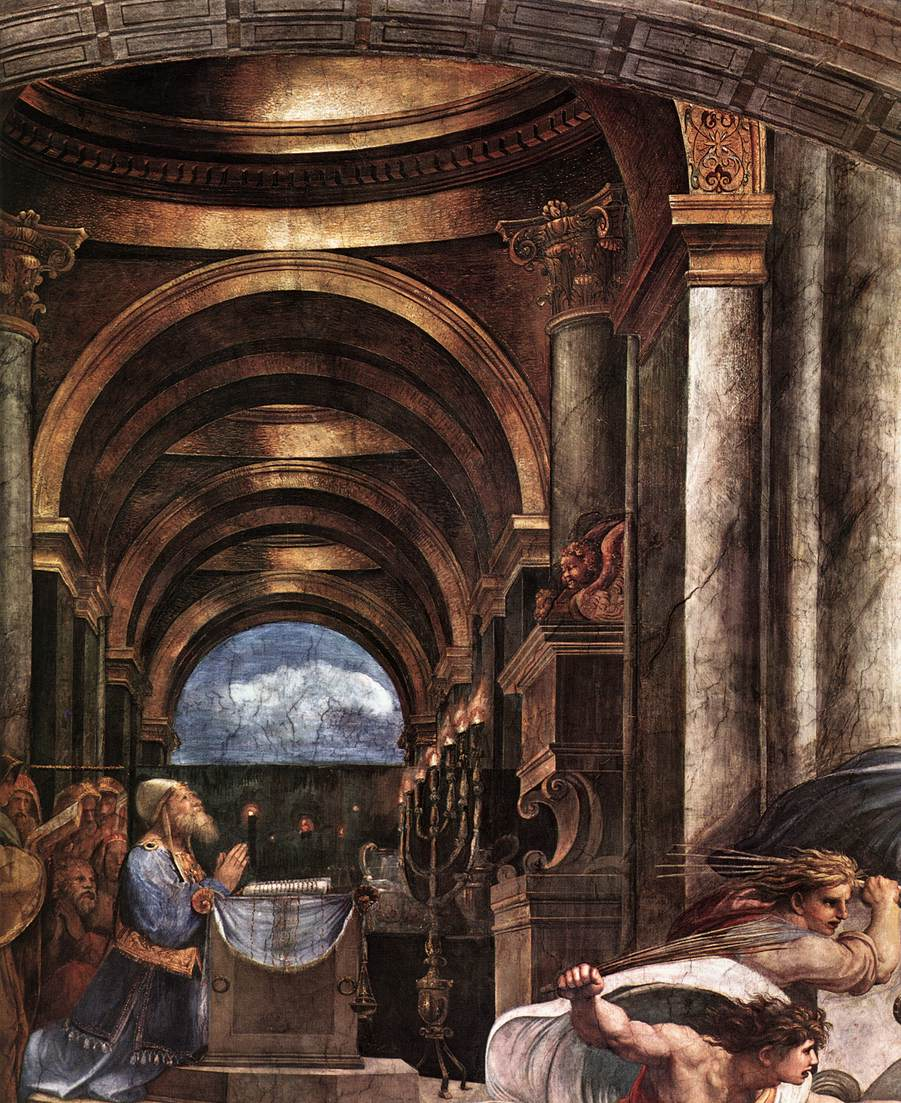
Détail.

La scène symbolise la protection offerte par Dieu à l'Église contre ses ennemis.  
Héliodore d'Antioche est un ministre de Séleucos IV, roi de Syrie, chargé de profaner le temple de Jérusalem et de s'emparer du trésor qui comprend des sommes d'argent gérées pour les veuves et les orphelins. La prière du prêtre Ania, au centre de la composition, évoque un messager divin à cheval, suivi de deux assistants à pied, qui accable le profanateur dans le coin droit de la scène. Héliodore et ses partisans sont pressés au bord du champ de vision, rappelant certaines scènes de masse convulsives de la voûte de la chapelle Sixtine comme le Serpent de bronze. C'est probablement une allusion à la victoire du Pape sur les cardinaux pro-français schismatiques, qui ont comploté contre lui . 
La scène se déroule dans un bâtiment classique grandiose, avec un aperçu d'une nef aux plafonds dorés, ouverte au fond sur le ciel. Au centre, le prêtre Ania, clé de la composition, est en prière, immobile, implorant la délivrance devant un autel du temple. Malgré les similitudes du fond avec  L'École d'Athènes, la lumière rasante sur l'architecture génère une accentuation dramatique entièrement nouvelle. Les rythmes calmes et solennels semblent désormais dominés par une cadence tourbillonnante et dynamique, dans laquelle l'excitation des gestes des personnages guide l'œil du spectateur vers une lecture accélérée de l'image selon des lignes prédéterminées. Au lieu de s'articuler harmonieusement du centre vers les périphéries, la composition oppose une zone centrale presque vide et immobile, dominée par des masses d'ombres profondes et des lignes lumineuses, avec deux noyaux dramatiques latéraux, tels les deux plateaux d'une balance en équilibre, où se pressent les personnages, d'une part le groupe d'Héliodore maîtrisé par ses assaillants célestes, et d'autre part celui de Jules II porté sur une litière avec, devant lui, les veuves et les orphelins protégés par la prière du grand prêtre. 
L'action se déroule principalement à droite, là où le cavalier accable Héliodore allongé sur le sol. Le mouvement des personnages est lié par un rythme rapide mais parfaitement marqué, comme si chacun se déplaçait selon un chemin prescrit, une chorégraphie. Des similitudes ont été notées avec les études du cheval de Léonard de Vinci pour le monument de Trivulzio. Le pathétique est inspiré par Michel-Ange, mais Raphaël essaie aussi de maintenir un détachement et une objectivité dans la représentation.
À gauche, le pape Jules II assiste impassible à la scène du haut de la sedia gestatoria dont le porteur, à gauche, a les traits de Marcantonio Raimondi, graveur et ami de Raphaël, qui lui aussi est représenté sous le trait du porteur de droite. Un autre porteur est Pietro de Folaris, un célèbre dignitaire de la cour. Le pape réaffirme l'inviolabilité des biens de l'Église et sa volonté d'expulser les usurpateurs. C'est une insertion « théâtrale », avec laquelle l'artiste réaffirme, s'opposant à la conception de Michel-Ange de l'histoire comme tragédie en cours, sa conception de l'histoire comme « exemplaire » : la même perspective rapide qui hâte le mouvement des figures met le pape au premier plan avec le prêtre priant en arrière-plan. La troisième figure, représentée de profil, à gauche des chaises, serait Baldassarre Peruzzi.
Le détail du personnage hissé sur une colonne, qu'il embrasse pour mieux observer la scène, a été repris à plusieurs reprises, y compris dans les fresques de la Chambre de Constantin.
La fresque a la forme d'un arc semblable à celui de l’architecture de la chambre vaticane destinée à recevoir la peinture. Le plan permet facilement d’identifier les personnages de la fresque et de mettre en valeur l’environnement, qui apparaît dans un demi-cercle. On note une omniprésence des lignes curvilignes. Le plan frontal avec une perspective centrale, étant la conséquence d'une symétrie provoquée par le vide, ouvre en direction de la prière.
Du point de vue du style, la composition s'appuie sur le grand prêtre ; l'union des deux côtés de fait par un subtil équilibre des masses et des mouvements contraires.

## Analyse
Héliodore chassé du temple veut démontrer l’inviolabilité du patrimoine de l’Église.
Si dans les fresques de la Chambre de la Signature, tous les personnages ont des poses désinvoltes et naturelles, dans la fresque d'Héliodore, des gestes exaspérés sont introduits qui annoncent le maniérisme.
L'avertissement d'Alberti sur le mélange des figures vivantes et idéalisées (qui, lorsqu'ils sont mêlés, les portraits dominent toujours) est ouvertement ignoré par Raphaël. Toutefois, il minimise les contrastes en peignant le pape de profil, comme une monnaie classique, et en idéalisant délibérément les têtes de porteurs.
Le groupe formé par le cavalier accompagné de deux hommes semble être une réminiscence des Quatre Cavaliers de l'Apocalypse d'Albrecht Dürer (1496-1498), artiste avec qui Raphaël eut des échanges artistiques.

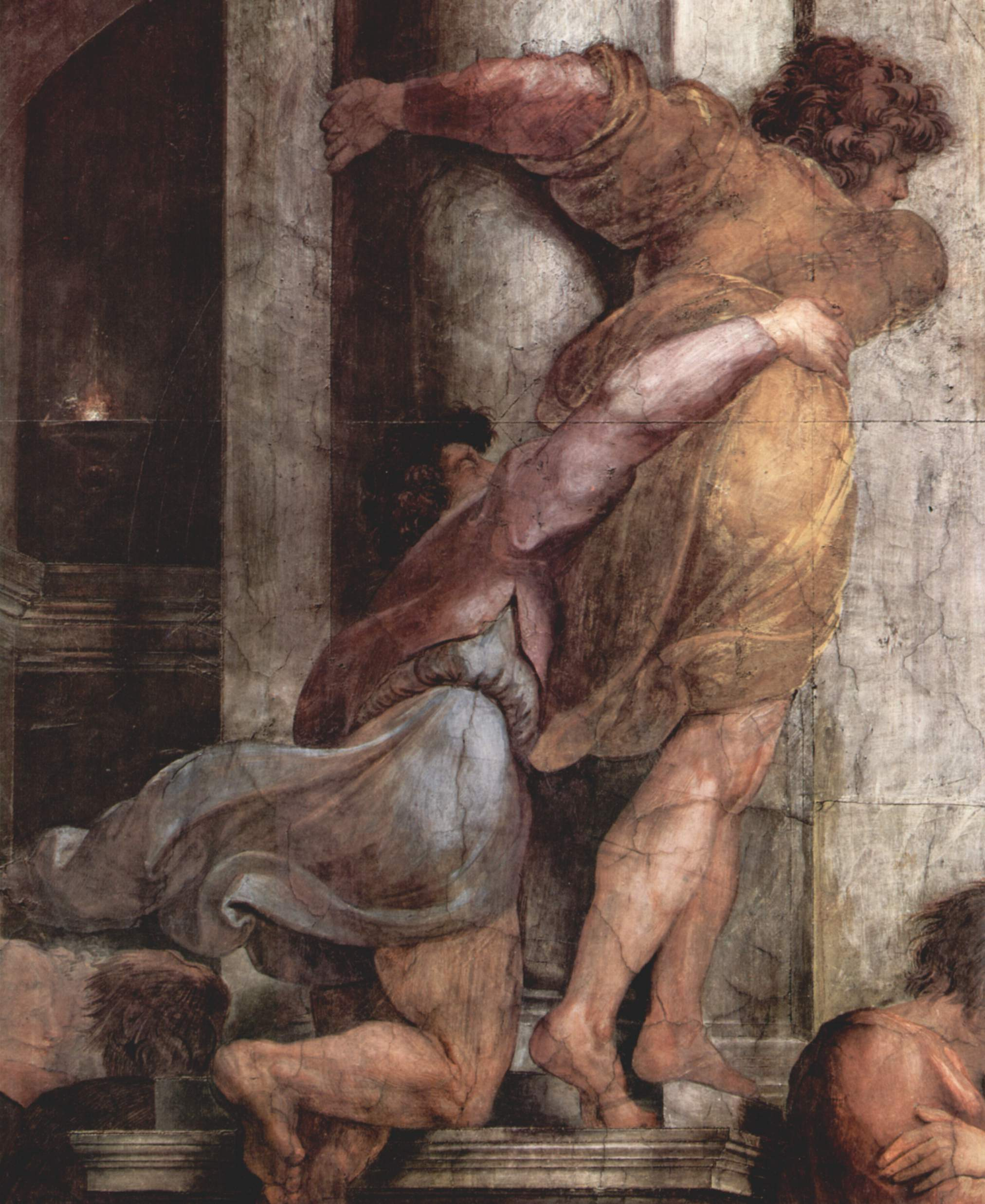
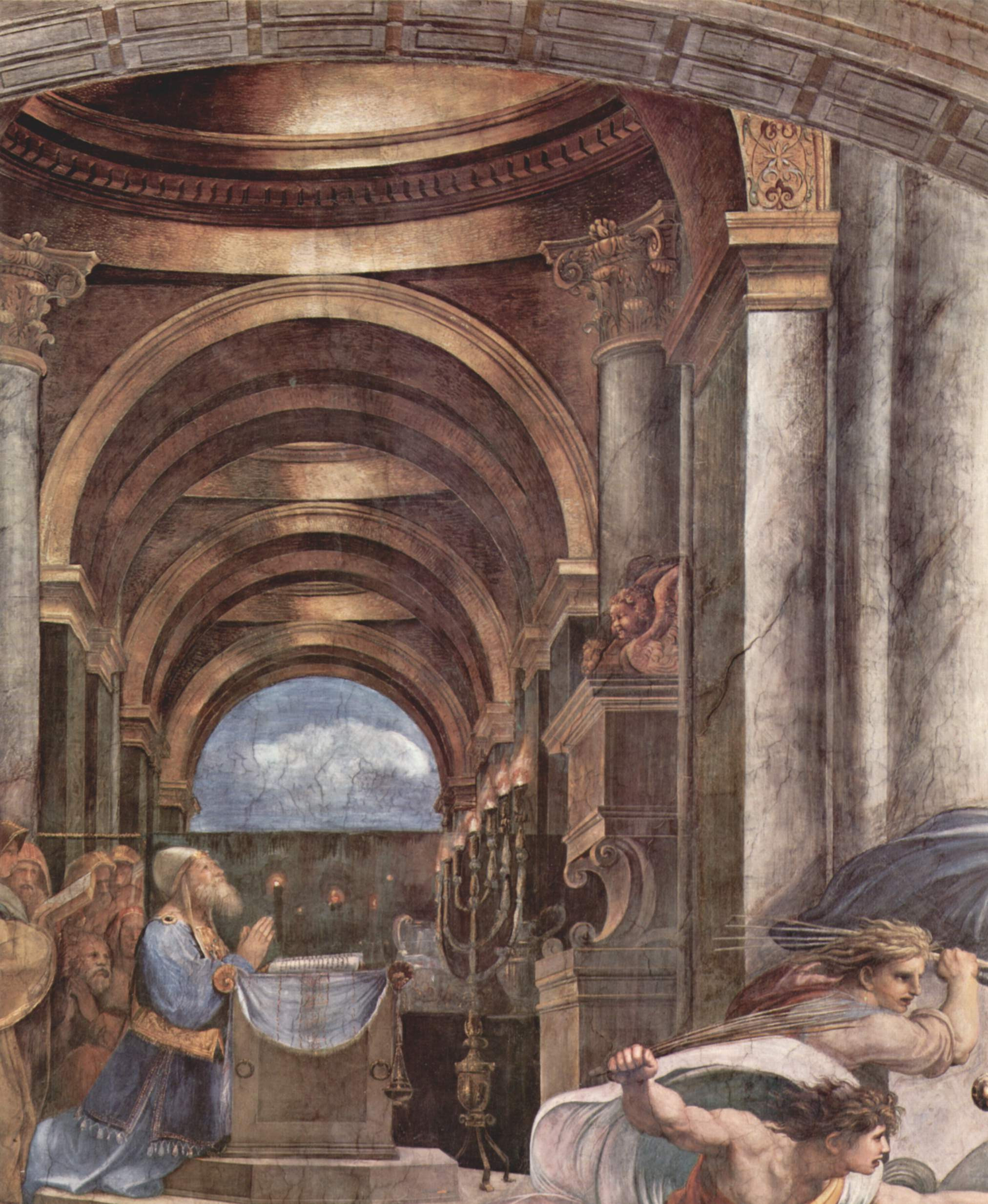

## Réplique
Une réplique tissée par les Gobelins se trouve dans le jardin d'hiver du palais de l'Élysée (France).

## Source de traduction
- (en) Cet article est partiellement ou en totalité issu de l’article de Wikipédia en anglais intitulé « The Expulsion of Heliodorus from the Temple » (voir la liste des auteurs).

- (it) Cet article est partiellement ou en totalité issu de l’article de Wikipédia en italien intitulé « Cacciata di Eliodoro dal tempio » (voir la liste des auteurs).